# Bernhard Roetzel
Bernhard Roetzel (født 17. august 1966 i Hannover) er en tysk forfatter. Han er bedst kendt for at have skrevet Gentleman. A Timeless Guide to Fashion (på dansk En Rigtig Gentlemand) og har forfattet flere bøger om klassisk herremode.

## Karriere

### Gentleman. A Timeless Guide to Fashion
Gentleman. A Timeless Guide to Fashion blev udgivet første gang i 1999 i Tyskland af forlaget Könemann. Den originale udgave er blevet oversat til 19 sprog, inklusive dansk som En Rigtig Gentleman. I 2009 blev en revideret og delvist opdateret version udgive af h. f. ullmann. Den nye udgave er også blevet oversat til adskillige sprog.

### Andre udgivelser
Efter udgivelsen af Gentleman. A Timeless Guide to Fashion skrev Roetzel flere andre bøger, der er blevet udgivet i Tyskland. Hans seneste bog Mode Guide fuer Maenner blev udgivet af h. f. ullmann i april 2012 sammen med en engelsk version med titlen A Guy's Guide To Style.
Selvom Roetzel primært skriver om klassisk herremode, har han samarbejdet med Claudia Piras og fotografer Rupert Tenison om bogen British Tradition and Interiors.
Roetzel er blevet citeret af tyske aviser som Welt Online, Der Tagesspiegel og Manager Magazin Online, om hans meninger om herremode. Han har optrådt på tysk tv adskillige gange siden 2000 og har været gæst i forskellige radioprogrammer over hele landet. Uden for Tyskland bidrager han regelmæssigt til Alister & Paine Magazine, det japanske tidsskrift om herremode Men's Precious samt bladet Bespoken, som bliver udgivet af en tekstilforhandler i Bruxelles og distribueret verden over.

### Offentlig optræden
Roetzel har holdt taler ved åbningen af flere tøjbutikker der forhandler modetøj, salgsmøder for herretøjsfabrikanter og konferencer for stil i Tyskland, Østrig, Holland, Holland, Polen, Belgienm Frankrig, Storbritannien, Tjekkiet, USA og Schweitz. I 2000 talte han til Annual Lunch of the British Menswear Guild i London.

## Privatliv
Bernhard Roetzel er den anden søn af videnskabsmanden professor i termodynamik på Helmut-Schmidt-Universität i Hamborg Wilfried Roetzel og hans kone Sigrid Roetzel. Hans bedstefar var stålfabrikanten Christian Rötzel som gaden Christian-Rötzel-Allee i den tyske by Breyell blev opkaldt efter.
Roetzel har boet i Berlin, men bor nu sammen med sin kone og fem børn i byen Karstädt mellem Hamborg og Berlin.